# 경남공고 SC
경남공고 SC는 부산광역시에 위치한 under-18팀 유형의 축구단이다. 경남공업고등학교의 축구부원으로 구성되어 있다.

## 참고 문헌
- “KFA 통합경기정보 시스템”. 대한축구협회.

## 같이 보기
- 경남공업고등학교